# José Carlos Moreira

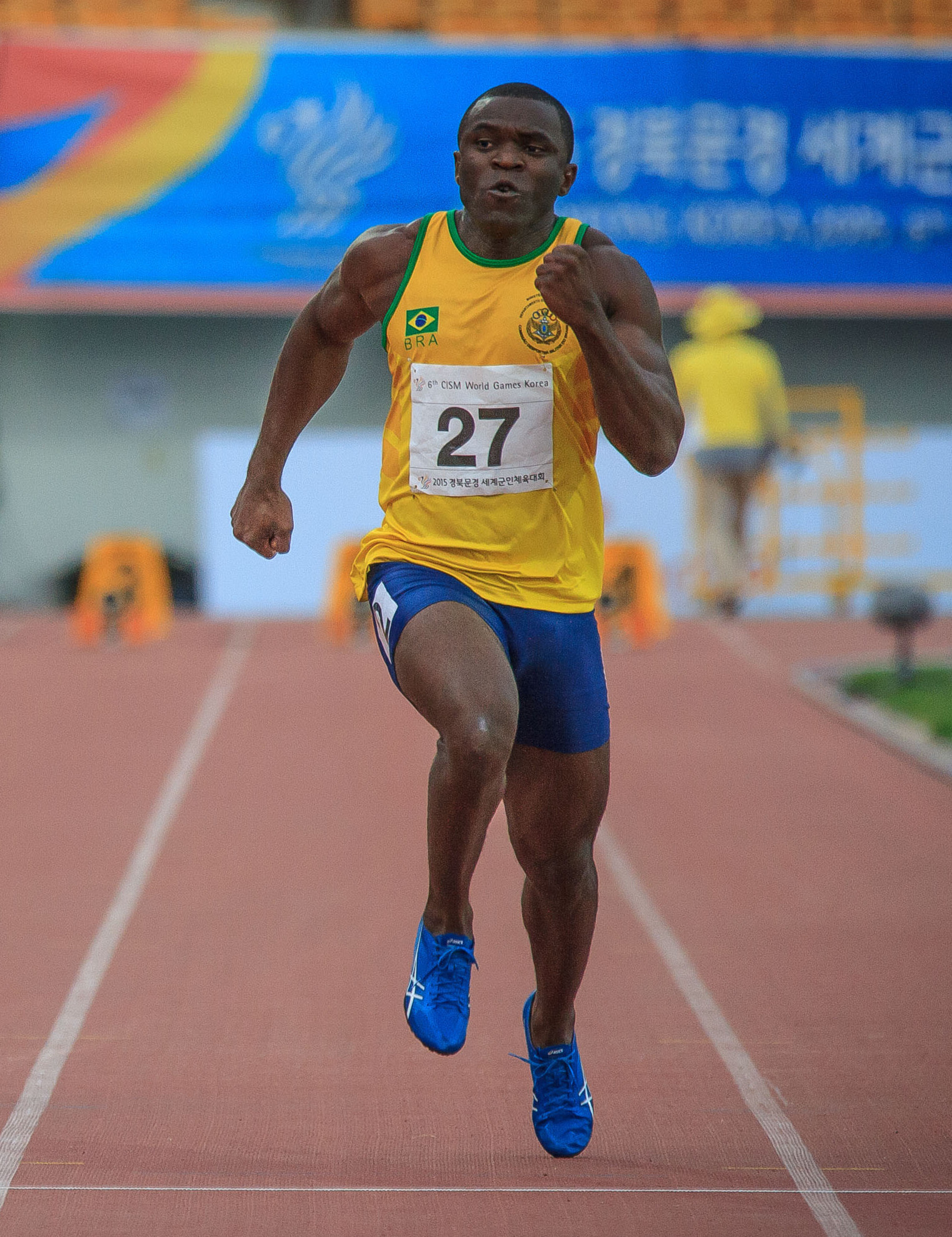
José Carlos Moreira

José Carlos Moreira, född 28 september 1983 i Codó, är en brasiliansk sprinter, mest meriterad på 100 meter. Bland Moreiras meriter individuellt märks en kvartsfinalplats vid OS i Peking 2008. Tillsammans med Sandro Viana, Vicente de Lima och Bruno de Barros tog han fjärdeplatsen i korta stafetten vid samma OS.

## Personliga rekord
- 100 meter: 10,16 s. (Cochabamba, 6 mars 2007)
- 50 meter, inomhus: 5,79 s. (Liévin, 10 februari 2009)
- 60 meter, inomhus: 6,52 s. (Paris, 13 februari 2009), sydamerikanskt rekord[1]